# Mediaster ornatus
Mediaster ornatus är en sjöstjärneart som beskrevs av Fisher 1906. Mediaster ornatus ingår i släktet Mediaster och familjen ledsjöstjärnor. Inga underarter finns listade i Catalogue of Life.